# Braid (videogioco)
Braid è un videogioco a piattaforme con elementi rompicapo, realizzato dallo sviluppatore indipendente Jonathan Blow. Il gioco è stato inizialmente pubblicato sul servizio online di Microsoft Xbox Live il 6 agosto 2008, mentre il 10 aprile 2009 è uscita una versione per Microsoft Windows; una conversione per Macintosh è stata realizzata da Hothead Games e pubblicata il 20 maggio 2009, mentre una per PlayStation 3 (sempre da parte di Hothead Games) è stata annunciata per il 12 novembre 2009 nei soli Stati Uniti, tramite il servizio PlayStation Network. Un porting per Linux, creato da Ryan C. Gordon, è stato pubblicato il 14 dicembre 2010 come parte del secondo Humble Indie Bundle.
Durante il gioco viene raccontata la storia del protagonista, Tim, un ragazzo che sta cercando di salvare la sua "principessa" da un non ben specificato pericolo. Suddiviso in diversi livelli, in Braid sono presenti i più classici elementi dei videogiochi a piattaforme: il giocatore infatti può correre, saltare, attivare interruttori e arrampicarsi, mentre risolve degli enigmi e sconfigge i nemici; si può inoltre "riavvolgere" il tempo, similmente a giochi come Prince of Persia: Le sabbie del tempo e TimeShift: questa caratteristica è fondamentale per risolvere la maggior parte degli enigmi.

## Trama
In Braid vestiamo i panni di Tim, un uomo in cerca di una principessa rapita da "un mostro orribile e malvagio". La sua relazione con questa principessa è molto vaga, ed è chiaro solamente che Tim ha commesso una sorta di errore che li ha divisi, e ora spera di sistemare o eliminare questo errore. Quando si prosegue nei sei mondi di Braid, i libri posti all'entrata dei livelli ci forniscono altri dettagli della missione di Tim. I temi includono perdono, desiderio e frustrazione.
Nel livello finale, nel quale il giocatore muove Tim al contrario del normale corso del tempo, vediamo finalmente la principessa: questa sembra prigioniera di un cavaliere, e durante lo svolgimento del livello sembra che stia aiutando Tim ad attraversare svariati ostacoli, per poi ricongiungersi con lui. Tuttavia, quando il livello termina, rivediamo le varie azioni sotto un altro aspetto, ovvero seguendo il vero corso della storia: scopriamo così che la principessa sta in realtà scappando da Tim, che in realtà attiva le trappole per rallentare la sua marcia e che infine si getta fra le braccia del cavaliere. Esiste tuttavia un finale alternativo, che si può ottenere dopo aver preso 7 delle 8 stelle totali: nel mondo 1-1, così facendo, due delle leve presenti saranno indipendenti dal tempo, quindi una volta attivate potremo riavvolgere il tempo così da risparmiare preziosi secondi al fine di precedere la principessa quando questa passa sul candelabro: salendo sullo stesso un attimo prima che si ricomponga potremo accedere alla parte superiore dello schermo, quella nella quale si trova la principessa. Così facendo la ragazza detonerà, come una vera e propria bomba, e noi potremo collezionare l'ottava stella andando nel luogo in cui questa, nel finale normale, riposava, ed accedere all'epilogo andando invece sulla sinistra. Questo finale alternativo, che richiede il collezionare le 7 stelle al fine di essere visto, mette in risalto la maniacalità di Tim nel perseguire il suo scopo: solo facendo azioni eccezionali, quasi impensabili, potremo collezionare ogni stella. Inoltre, questo epilogo completa quanto letto nei libri rossi nella parte successiva, dando di fatto un'ulteriore base sulla quale poggiarsi per confermare la teoria sotto esposta.
Dopo avere completato il livello, il giocatore può approfondire la storia leggendo altri testi durante un epilogo: tuttavia questi frammenti sono molto ambigui, e destinati ad avere diverse interpretazioni. Una teoria è basata sull'inclusione in uno di questi frammenti della celebre frase pronunciata da Kenneth Bainbridge dopo la prima detonazione della bomba atomica: "Now we are all sons of bitches" (ora siamo tutti figli di puttana). Questo, ed altre frasi precedenti, potrebbe far suggerire che la principessa rappresenti la bomba. Blow ha affermato che non esiste una sola interpretazione della trama, e che egli stesso non sarebbe capace di spiegarla nella sua interezza.

## Modalità di gioco
Scopo del gioco è quello di raccogliere tutti i pezzi di puzzle sparsi per i vari livelli di gioco: per raccoglierli, occorre spesso risolvere enigmi basati sulla fisica o sulla peculiare abilità del protagonista, che può tornare indietro nel tempo anche se toccato da un nemico: non esiste, infatti, un game over, e neppure limiti temporali. Collezionando tutte le tessere dei puzzle e risolvendoli si sbloccano i livelli finali.
I livelli sono suddivisi in sei "mondi", collegati fra loro all'interno della casa del protagonista. I primi due set di livelli introducono le caratteristiche principali, mentre quelli seguenti possiedono elementi unici.
- Tempo e perdono - i livelli introduttivi e più semplici, anche se molti di essi non sarebbero possibili da completare senza l'abilità di riavvolgimento temporale.
- Tempo e mistero - in questo mondo vengono introdotte delle zone (caratterizzate da una luminescenza di colore verde) che non sono affette dal riavvolgimento temporale: se infatti normalmente anche i movimenti del protagonista vengono riavvolti, sostando in queste zone Tim può rimanere immobile, mentre il resto del livello torna indietro.
- Tempo e luogo - in questi livelli, il tempo è connesso al movimento del giocatore: camminando verso destra il tempo prosegue normalmente, camminando verso sinistra indietreggia e stando immobili è fermo.
- Tempo e decisione - in questi livelli l'ombra del giocatore ripete i suoi stessi movimenti: ad esempio, se il giocatore salta da una piattaforma e attiva un interruttore, riavvolgendo il tempo tornerà indietro sulla piattaforma e l'interruttore sarà disattivato; ma allo stesso tempo l'ombra eseguirà la stessa azione mentre il giocatore può fare dell'altro.
- Esitazione - il giocatore è dotato di un anello magico che, se fatto cadere, rallenta il tempo in una limitata area intorno ad esso, movimenti del protagonista compresi.
- L'ultimo mondo non ha titolo; in questi livelli conclusivi, il tempo scorre al contrario, e riavvolgendolo segue il suo normale corso.

Una volta terminato il gioco, viene sbloccata una modalità speedrun. Inoltre, sparse per i livelli, sono nascoste otto stelle che corrispondono la costellazione di Andromeda, visibile nel cielo sopra la casa del protagonista.

## Sviluppo

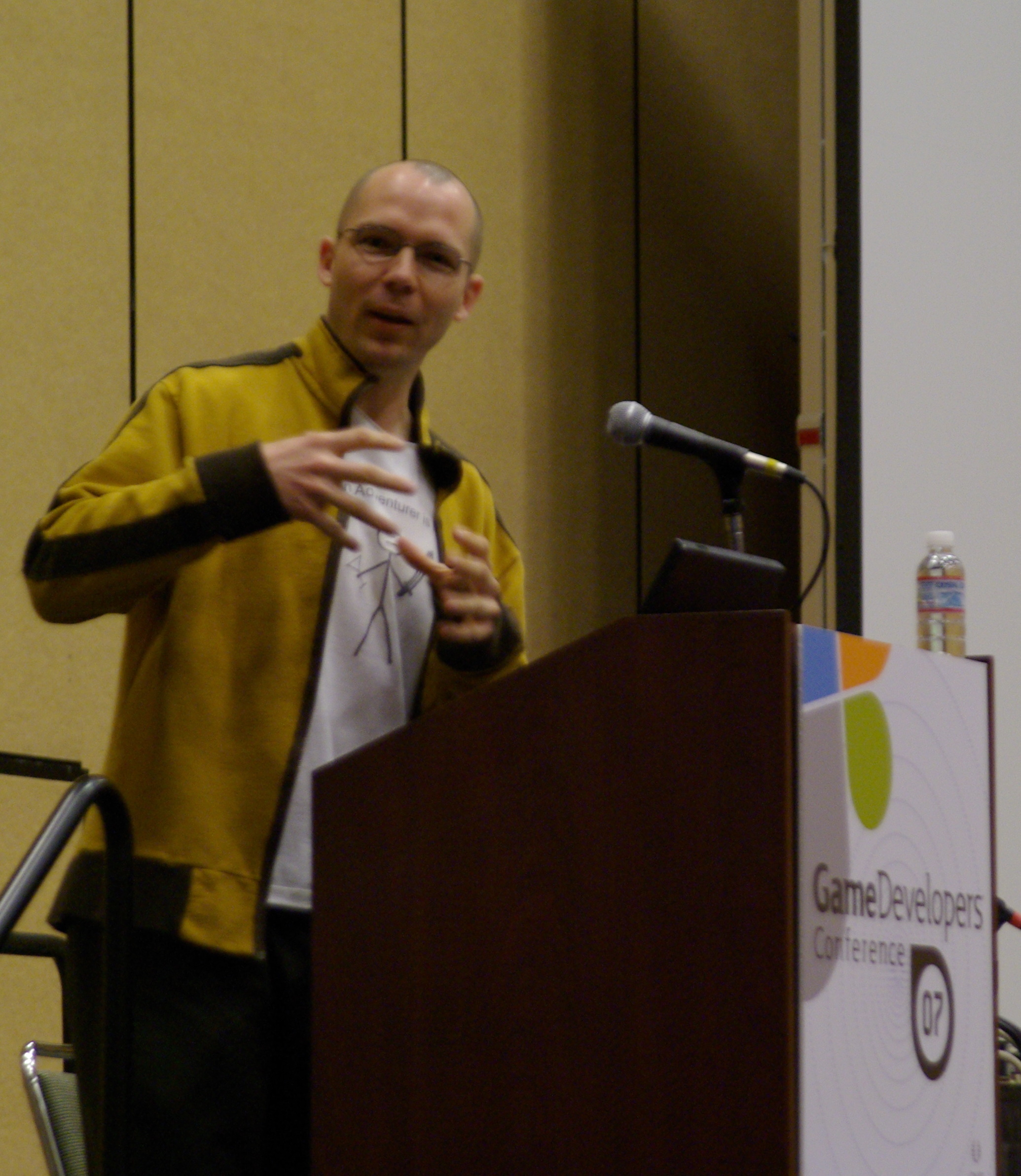
Jonathan Blow, l'ideatore di Braid

Jonathan Blow ha ideato il concetto dietro Braid nel dicembre 2004, dopo un viaggio in Thailandia, e ha iniziato lo sviluppo nell'aprile dell'anno seguente. Nel dicembre 2005 una versione molto simile a quella odierna era già completa, ma dotato di una grafica molto spartana. Questo non gli ha impedito tuttavia di vincere il "premio design" all'edizione 2006 dell'Independent Games Festival, manifestazione organizzata alla Game Developer's Conference. Per lo sviluppo del gioco, durato tre anni complessivi, Blow ha utilizzato circa 200 000$, la maggior parte spesi per il lavoro realizzato dall'artista David Hellman.

### Ispirazione
La trama del gioco, piuttosto complessa e raccontata a stralci durante i livelli di intermezzo, è stata influenzata da scritti come Le città invisibili di Italo Calvino, Einstein's Dreams di Alan Lightman, Il gatto che attraversa i muri di Robert Anson Heinlein e Mulholland Drive di David Lynch. Lo scopo di Blow è stato quello di rendere Braid un titolo innovativo, in grado di fare provare esperienze inedite a chi lo gioca.
In Braid sono anche presenti alcuni omaggi ad altri classici dei videogiochi: uno dei livelli ricorda molto quello di Donkey Kong, mentre alla fine di ogni mondo ci viene detto che "the princess is in another castle" (la principessa è in un altro castello), frase ripresa da Super Mario Bros..

### Grafica
Solo la parte grafica del gioco ha richiesto un anno per essere completata. Gli sfondi dei livelli sono stati realizzati da David Hellman, creatore del criticamente acclamato webcomic A Lesson Is Learned But The Damage Is Irreversible, partendo dagli schizzi realizzati da Blow. La lunga lavorazione è dovuta alla cura con il quale i due hanno scelto i vari stili da associare ai diversi livelli, e nel rimuovere elementi non essenziali che avrebbero potuto causare confusione al giocatore. Negli sfondi dei vari livelli sono presenti diversi elementi che riflettono il tono del mondo al quale appartengono: ad esempio, Tempo e perdono è stato creato per "accogliere" il giocatore, che sembra entrare in un mondo apparentemente idilliaco e spensierato; in Tempo e decisione sono presenti dei lussuosi elettrodomestici immersi in acque paludose, per creare intenzionalmente un senso di contrasto e di incongruenza che amplifica l'idea di una realtà alternativa. Per dare un senso di maggiore profondità nel gioco, alcuni elementi sono stati appositamente sfocati, mentre quelli in primo piano sono più definiti. È stato utilizzato un sistema particellare per rendere il movimento degli sfondi: ne sono un esempio i fiocchi di neve che cadono e l'erba che si muove. Gli sprite dei vari personaggi sono stati creati originariamente da Edmund McMillen, ma in seguito disegnati nuovamente da Hellman per meglio adattarsi allo stile predominante dei suoi sfondi.

### Colonna sonora
In Braid sono presenti diversi brani realizzati da artisti dell'etichetta indipendente Magnatune. I brani non sono stati appositamente creati per il gioco, ma sono già stati pubblicati in precedenza: la scelta di utilizzare musica su licenza deriva dalla volontà di Blow di ridurre i costi dello sviluppo. Inoltre, Blow sostiene che gli artisti che solitamente creano musica per videogiochi, non avrebbero avuto le abilità necessarie a creare composizioni in grado di trasmettere le sensazioni che aveva in mente.
Le musiche sono state selezionate dallo stesso Blow, che le ha scelte sia in base alla lunghezza (in modo che durante il gioco non vengano ripetute troppo spesso), sia che diventino "differenti e interessanti" quando vengono suonate al contrario, durante il riavvolgimento del tempo; le tracce hanno influenzato anche la creazione dell'aspetto grafico dei vari livelli.
Lista delle tracce:
- "Maenam" di Jami Sieber, da Hidden Sky
- "Undercurrent" di Jami Sieber, da Lush Mechanique
- "The Darkening Ground" di Jami Sieber, da Lush Mechanique
- "Tell It By Heart" di Jami Sieber, da Second Sight
- "Long Past Gone" di Jami Sieber, da Second Sight
- "Downstream" di Shira Kammen, Music of Waters
- "Lullaby Set" di Shira Kammen and Swan, da Wild Wood
- "Romanesca" di Cheryl Ann Fulton, da The Once and Future Harp

### Pubblicazione
Prima della sua pubblicazione, Blow ha ritirato Braid dall'edizione 2007 della competizione Slamdance Guerrilla Games Competition, in segno di protesta per l'esclusione dalla gara del controverso Super Columbine Massacre RPG!. In seguito anche altri sviluppatori hanno ritirato i loro titoli, come flOw di thatgamecompany e Castle Crashers, di The Behemoth.
Braid era stato inizialmente concepito come titolo per PC, e con possibili versioni per console. L'annuncio della versione per Xbox Live è stato fatto da parte di Microsoft al Tokyo Game Show del 2007. Blow è stato critico a proposito del processo di certificazione Xbox Live, sostenendo che gli sforzi fatti per arrivare ai requisiti imposti da Microsoft sarebbero stati meglio impiegati per raffinare il gioco stesso. Tuttavia, il team di certificazione ha concesso a Blow di mantenere alcuni aspetti "non standard": ad esempio, il fatto che il giocatore inizi il gioco controllando immediatamente il personaggio, senza visualizzare la schermata dei titoli. Blow ha comunque dichiarato di non avere più intenzione di realizzare un altro gioco per il servizio Xbox Live sotto le medesime restrizioni.
La versione per PC, originariamente prevista per la fine del 2008, è stata posposta da Blow per la grande concentrazione di titoli usciti in quel periodo, che avrebbero potuto "oscurare" Braid. Il gioco è stato inizialmente messo in vendita ad un prezzo di 20$, lo stesso di altri titoli indipendenti di grande successo come World of Goo e Crayon Physics Deluxe, ma allo stesso tempo superiore di 5$ a quello della versione Xbox Live: questo ha dato il via ad una serie di critiche all'autore, che lo hanno convinto ad abbassarlo, rispondendo comunque di preferire che la gente parli del gioco in sé piuttosto del suo prezzo.
Le versioni PlayStation 3 (tramite PlayStation Network) e Mac OS sono state realizzate da parte di Hothead Games, mentre quella per Nintendo Wii (tramite WiiWare) è stata esclusa a causa delle dimensioni dei contenuti scaricabili dal servizio online di Nintendo, troppo limitate per la dimensione del gioco.
Blow ha dichiarato di non avere intenzione di creare un seguito del gioco, ma allo stesso tempo ha specificato che sarebbe entusiasta se un altro sviluppatore utilizzasse la meccanica del "riavvolgimento temporale" per un titolo differente.

## Accoglienza
| Rivista o sito         | Punteggio                             |
| ---------------------- | ------------------------------------- |
| 1UP.com                | A+                                    |
| Edge                   | 9/10                                  |
| Eurogamer              | 10/10                                 |
| IGN                    | 8.8/10                                |
| Teamxbox               | 9.1/10                                |
| Official Xbox Magazine | 9/10                                  |
| GameSpot               | 9.5/10                                |
| The Games Machine      | 92%                                   |
| Punteggio totale       |                                       |
| Metacritic             | 93% (versione Xbox) 90% (versione PC) |
| Game Rankings          | 92% (versione Xbox) 87% (versione PC) |

Fin dalla sua pubblicazione su Xbox Live Arcade, Braid è stato giudicato molto positivamente dalla critica: il suo voto medio sul sito di aggregazione di recensioni Metacritic è di 93%, rendendolo il gioco con la media più alta fra quelli disponibili nel servizio online e il 10° per Xbox 360.
Braid è stato acquistato da più di 55 000 durante la prima settimana dalla pubblicazione. Blow ha dichiarato che il gioco è stato il secondo più venduto su Xbox Live Arcade title nel 2008, e che il guadagno ottenuto è stato al di là delle sue aspettative.
Le critiche positive delle recensioni vertono sull'unicità dei puzzle presenti e per la loro risoluzione. Dan Whitehead di Eurogamer fa notare come la manipolazione temporale sia ben implementata, e di come la necessità di ragionare in modo non lineare rompa la monotonia delle azioni da compiere nei videogiochi tradizionali. Anche la trama e il modo nel quale viene raccontata, sono stati ben accolti: Tom McShea di Gamespot ha affermato di ritenere Braid un raro gioco in grado di impegnare il cervello sia nella risoluzione dei puzzle, che nel seguire la sua storia. La grafica viene definita "old-school" da Nick Suttner di 1UP.com, ma allo stesso tempo dotata di influenze impressionistiche; McShea di GameSpot la giudica molto attraente e non fastidiosa al contesto. Jean Snow di Wired ha giudicato le musiche appropriate nel rendere un gioco già ottimo ancora più unico.
La maggioranza delle critiche negative vertono sulla scarsa lunghezza di gioco, e, come fa notare Hilary Goldstein di IGN, della sua scarsa "rigiocabilità". Alcuni hanno paragonato la corta ma intensa e originale esperienza di gioco a quella di Portal. Anche il prezzo, considerato elevato, è stato oggetto di critica, sebbene alcuni recensori insistano nel ritenere che Braid valga ogni penny speso. Infine, la recensione di Edge ritiene il modo in cui Blow ha integrato la trama nel gioco non molto funzionale, se non nell'ultima parte di livelli.
Oltre che ad avere vinto il premio Independent Games Festival del 2006, durante lo sviluppo, Braid è stato scelto dai membri di GameSpot come "Best Original Downloadable Console Game", "Best Platformer", e "Best Licensed Music",, e da Official Xbox Magazine come "XBox Live Arcade Game of the Year", "Best Soundtrack", e "Best Ending" oltre che ad essere uno dei "Indisputably Incredible Runners-ups to Game of the Year". Braid è stato insignito come "Casual Game of the Year" alla 12ª edizione della premiazione annuale dell'Academy of Interactive Arts & Sciences. È stato infine nominato per cinque premi Xbox Live Arcade 2008, vincendone uno nella categoria "Best Innovation".
La rivista Play Generation lo classificò come uno dei quattro migliori giochi basati sugli enigmi.